# فیصل فجر
فیصل فجر (زادهٔ ۱ اوت ۱۹۸۸) بازیکن فوتبال اهل مراکش است.
از باشگاه‌هایی که در آن بازی کرده‌است می‌توان به کان، الچه، دپورتیوو لاکرونیا، و ختافه اشاره کرد.
وی همچنین در تیم ملی فوتبال مراکش بازی کرده‌است.